# Judô na Universíada de Verão de 2009

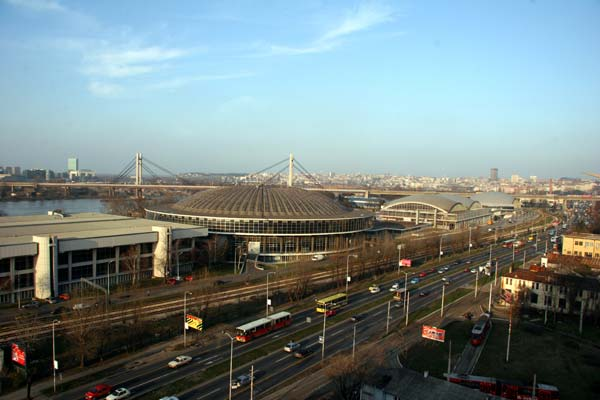
Complexo Belgrade Fair, Belgrado.

O judô na Universíada de Verão de 2009 foi disputado no Hall 3 do Belgrade Fair (a Academia Militar foi local de treinamento) em Belgrado, Sérvia entre 7 e 11 de julho de 2009.

## Calendário
| Judô      | Jun | Julho | Julho | Julho | Julho | Julho | Julho | Julho | Julho | Julho | Julho | Julho | Julho |
| Judô      | 30  | 1     | 2     | 3     | 4     | 5     | 6     | 7     | 8     | 9     | 10    | 11    | 12    |
| --------- | --- | ----- | ----- | ----- | ----- | ----- | ----- | ----- | ----- | ----- | ----- | ----- | ----- |
| Masculino |     |       |       |       |       |       |       | 2     | 2     | 2     | 2     | 1     |       |
| Feminino  |     |       |       |       |       |       |       | 2     | 2     | 2     | 2     | 1     |       |

|  | Dia de competição |  | Dia de final |

## Medalhistas

### Masculino
| Evento      | Ouro | Prata | Bronze |
| Individual  | Individual | Individual | Individual |
| ----------- | --- | --- | --- |
| até 60kg    | NED Jeroen Mooren | KAZ Bakytzhan Turebekov | JPN Masaaki Fukuoka |
| até 60kg    | NED Jeroen Mooren | KAZ Bakytzhan Turebekov | ARM Artur Srapyan |
| até 66kg    | JPN Masashi Ebinuma | ARM Hambardzum Tonoyan | CZE David Dubsky |
| até 66kg    | JPN Masashi Ebinuma | ARM Hambardzum Tonoyan | BUL Martin Ivanov |
| até 73kg    | KOR Wang Ki-Chun | HUN Attila Ungvari | MGL Sainjargal Nyam-Ochir |
| até 73kg    | KOR Wang Ki-Chun | HUN Attila Ungvari | BEL Joachim Bottleau |
| até 81kg    | AZE Ramin Gurbanov | KOR Kim Mim-Gyu | POL Lukasz Blach |
| até 81kg    | AZE Ramin Gurbanov | KOR Kim Mim-Gyu | CZE Jaromir Jezek |
| até 90kg    | RUS Dmitry Gerasimenko | POL Lukasz Jacek Kolesnik | KOR Lee Kyu-Won |
| até 90kg    | RUS Dmitry Gerasimenko | POL Lukasz Jacek Kolesnik | FRA Romain Buffet |
| até 100kg   | FRA Cyrille Maret | JPN Daisuke Kobayashi | BLR Yauhen Biadulin |
| até 100kg   | FRA Cyrille Maret | JPN Daisuke Kobayashi | RUS Sergey Samoylovich |
| acima 100kg | NED Luuk Verbij | JPN Daiki Kamikawa | RUS Andrey Volkov |
| acima 100kg | NED Luuk Verbij | JPN Daiki Kamikawa | HUN Barna Bor |
| Aberto      | KOR Kim Sung-Min | POL Grzegorz Michal Eitel | JPN Kazuhiko Takahashi |
| Aberto      | KOR Kim Sung-Min | POL Grzegorz Michal Eitel | RUS Dmitry Sterkhov |
| Equipe      | | | |
| Equipe      | KOR Coreia do Sul Choi Gwang-hyeon Cho Jun Ho Wang Ki-Chun Kim Mim Gyu Lee Kyu Won Sin Kyeong Seob Kim Soo-Whan Kim Sung Min | RUS Rússia Kamal Khan-Magomedov Dmitry Gerasimenko Dmitry Sterkhov Andrey Volkov Evgeny Kudyakov Azamat Sidakov Sergey Samoylovich Alibek Bashkaev | KAZ Cazaquistão Bakytzhan Turebekov Madi Kurymbayem Yerzhan Shynkeyev Beibit Istybayev Duman Aldiyev Assylbek Alkey Damir Issakmanov        |
| Equipe      | KOR Coreia do Sul Choi Gwang-hyeon Cho Jun Ho Wang Ki-Chun Kim Mim Gyu Lee Kyu Won Sin Kyeong Seob Kim Soo-Whan Kim Sung Min | RUS Rússia Kamal Khan-Magomedov Dmitry Gerasimenko Dmitry Sterkhov Andrey Volkov Evgeny Kudyakov Azamat Sidakov Sergey Samoylovich Alibek Bashkaev | JPN Japão Kazuhiko Takahashi Daiki Kamikawa Daisuke Kobayashi Yasuhiro Ebi Yasuhiro Awano Masashi Ebinuma Masaaki Fukuoka Masashi Nishiyama |

### Feminino
| Evento     | Ouro | Prata | Bronze |
| Individual | Individual | Individual | Individual |
| ---------- | --- | --- | --- |
| até 48kg   | JPN Haruna Asami | MGL Munkhbat Urantsetseg | KOR Chung Jung-Yeon |
| até 48kg   | JPN Haruna Asami | MGL Munkhbat Urantsetseg | HUN Eva Csernoviczki |
| até 52kg   | ESP Laura Gómez Ropinon                                                                                                 | FRA Delphine Delsalle | CHN He Cancan |
| até 52kg   | ESP Laura Gómez Ropinon                                                                                                 | FRA Delphine Delsalle | CUB Janet Bermoy Acosta |
| até 57kg   | POL Beata Bielak Malgorzata                                                                                             | FRA Sarah Loko | CHN Liu Yan |
| até 57kg   | POL Beata Bielak Malgorzata                                                                                             | FRA Sarah Loko | NED Michelle Diemeer |
| até 63kg   | TPE Wang Chin-Fang | JPN Miki Tanaka | RUS Irina Gromova |
| até 63kg   | TPE Wang Chin-Fang | JPN Miki Tanaka | POR Ana Cachola |
| até 70kg   | JPN Yoriko Kunihara | MGL Purevjargal Lkhamdegd | KOR Hwang Ye-Sul |
| até 70kg   | JPN Yoriko Kunihara | MGL Purevjargal Lkhamdegd | GBR Gemma Jeanette Gibbons                                                                                                 |
| até 78kg   | FRA Geraldine Mentouopou                                                                                                | KOR Jeong Gyeong-Mi | POL Katarzyna Furmanek |
| até 78kg   | FRA Geraldine Mentouopou                                                                                                | KOR Jeong Gyeong-Mi | CUB Kaliema Antomachin |
| acima 78kg | CHN Qin Qian | KOR Lee Jung-Eun | KAZ Gulzhan Issanova |
| acima 78kg | CHN Qin Qian | KOR Lee Jung-Eun | UKR Svitlana Iaromka |
| Aberto     | CHN Zhang Jie | JPN Kanae Yamabe | KOR Kim Na-young |
| Aberto     | CHN Zhang Jie | JPN Kanae Yamabe | TUR Zehra Kaya Belkis |
| Equipe     | | | |
| Equipe     | JPN Japão Kanae Yamabe Megumi Tachimoto Hitomi Ikeda Yoriko Kunihara Miki Tanaka Makiko Otomo Chiho Kagaya Haruna Asami | KOR Coreia do Sul Chung Jung-Yeon Jung Eun Jung Park Hyo Ju Joung Da Woon Hwang Ye Sul Jeong Gyeong-Mi Kim Na-young Lee Jung Eun | FRA França Sarah Loko Marielle Pruvost Geraldine Mentouopou Aurore Climence Maya Thoyer Rebecca Ramanich Delphine Delsalle |
| Equipe     | JPN Japão Kanae Yamabe Megumi Tachimoto Hitomi Ikeda Yoriko Kunihara Miki Tanaka Makiko Otomo Chiho Kagaya Haruna Asami | KOR Coreia do Sul Chung Jung-Yeon Jung Eun Jung Park Hyo Ju Joung Da Woon Hwang Ye Sul Jeong Gyeong-Mi Kim Na-young Lee Jung Eun | CHN China Ye Meixin He Cancan Liu Yan Lin Meiling Zhang Jie Qin Qian                                                       |

## Quadro de medalhas
| Ordem | País              | Medalha de ouro | Medalha de prata | Medalha de bronze |    |
| ----- | ----------------- | --------------- | ---------------- | ----------------- | -- |
| 1     | JPN Japão         | 4               | 4                | 3                 | 11 |
| 2     | KOR Coreia do Sul | 3               | 4                | 4                 | 11 |
| 3     | FRA França        | 2               | 2                | 2                 | 6  |
| 4     | CHN China         | 2               |                  | 3                 | 5  |
| 5     | NED Países Baixos | 2               |                  | 1                 | 3  |
| 6     | POL Polônia       | 1               | 2                | 2                 | 5  |
| 7     | RUS Rússia        | 1               | 1                | 4                 | 6  |
| 8     | AZE Azerbaijão    | 1               |                  |                   | 1  |
|       | ESP Espanha       | 1               |                  |                   | 1  |
|       | TPE Taipé Chinês  | 1               |                  |                   | 1  |
| 11    | MGL Mongólia      |                 | 2                | 1                 | 3  |
| 12    | KAZ Cazaquistão   |                 | 1                | 2                 | 3  |
|       | HUN Hungria       |                 | 1                | 2                 | 3  |
| 14    | ARM Armênia       |                 | 1                | 1                 | 2  |
| 15    | CUB Cuba          |                 |                  | 2                 | 2  |
|       | CZE Chéquia       |                 |                  | 2                 | 2  |
| 17    | BEL Bélgica       |                 |                  | 1                 | 1  |
|       | BLR Bielorrússia  |                 |                  | 1                 | 1  |
|       | BUL Bulgária      |                 |                  | 1                 | 1  |
|       | GBR Grã-Bretanha  |                 |                  | 1                 | 1  |
|       | POR Portugal      |                 |                  | 1                 | 1  |
|       | TUR Turquia       |                 |                  | 1                 | 1  |
|       | UKR Ucrânia       |                 |                  | 1                 | 1  |
| TOTAL | TOTAL             | 18              | 18               | 36                | 72 |